# FOMO
La FOMO (Fear of Missing Out - trad. it. Paura di perdersi qualcosa) è un fenomeno psicologico descritto per la prima volta nel 2013. Si tratta di una sensazione di apprensione che nasce dal timore di perdere esperienze gratificanti vissute da altri, spesso amplificata dall'uso dei social media. La FOMO è strettamente legata a bisogni psicologici di appartenenza e connessione sociale insoddisfatti, inducendo le persone a controllare frequentemente aggiornamenti e interazioni online per sentirsi parte di un gruppo o di un evento.

## FOMO, smartphone e connettività continua
L’accesso permanente ai social tramite smartphone ha reso abituale il bisogno di essere sempre online e reperibili. La disponibilità crescente di piattaforme dove condividere aspetti della propria vita privata amplifica la pressione sociale e la percezione del confronto continuo. Non a caso, la FOMO è stata riconosciuta come fattore predittivo della dipendenza da smartphone, così come di sofferenza emotiva e ansia sociale.
È interessante notare che, pur sviluppandosi in ambiente digitale, i comportamenti tipici della FOMO – come l’irrequietezza, il controllo compulsivo e l’ansia da esclusione – si manifestano nella vita offline, influenzando il benessere e le relazioni quotidiane.

## Un bisogno psicologico legittimo: l'autodeterminazione
Secondo la Self-Determination Theory (SDT), il bisogno di connessione con gli altri è un elemento essenziale per la salute psicologica. La FOMO, in questa prospettiva, rappresenta una forma di regolazione interna che emerge quando si percepisce che i propri bisogni di appartenenza non sono soddisfatti nel tempo.
Chi sperimenta FOMO tende a sviluppare un comportamento ossessivo di monitoraggio delle attività altrui sui social, che può sfociare in dipendenza dalla connessione e provocare ansia quando ci si sente “scollegati” dal mondo digitale. In casi estremi, questo può sfociare in uso patologico di Internet e disturbi legati alla salute mentale, come depressione o solitudine cronica.

## Social design e salute mentale
Studi recenti hanno confermato che la FOMO non è solo un disagio momentaneo, ma può diventare un fattore stabile di rischio. I social media moderni – attraverso notifiche push, contenuti effimeri, algoritmi personalizzati – sfruttano consapevolmente la FOMO per mantenere alto il coinvolgimento dell’utente.
Inoltre, la FOMO è oggi associata a difficoltà nella regolazione emotiva: individui con alti livelli di FOMO tendono a usare i social come strategia di coping per ridurre l’ansia, rinforzando però il circolo vizioso di dipendenza e insoddisfazione.
Anche gli adulti, specie in contesti lavorativi iperconnessi o nella cosiddetta creator economy, possono sviluppare forme di FOMO professionale o relazionale, accentuate dall’ansia da prestazione e dal confronto sociale digitale.

## Strategie emergenti: JOMO e detox digitale
Come risposta alla FOMO, sta crescendo il fenomeno della JOMO (Joy of Missing Out), ovvero la “gioia di perdersi qualcosa”, che promuove la disconnessione consapevole e la valorizzazione dell’esperienza offline. Parallelamente, molte piattaforme stanno introducendo strumenti per limitare l’uso eccessivo (timer, riepiloghi, silenziamento notifiche), ma il loro effetto rimane limitato se non accompagnato da consapevolezza psicologica e alfabetizzazione digitale.

## Collegamenti tra FOMO e adolescenza
Circa il 75% dei giovani riferisce di essersi sentito a disagio per aver temuto di “perdersi qualcosa” che stava accadendo tra i coetanei. L’adolescenza, infatti, è un periodo critico in cui aumenta l’importanza dei pari, mentre si riduce la centralità del rapporto con i genitori. I legami con i coetanei diventano più intensi e intimi, rafforzando il bisogno di appartenere a un gruppo sociale.
L'adolescenza è un periodo di sviluppo critico, in cui viene data particolare importanza al gruppo dei pari. Durante questa fase di vita gli adolescenti fanno molto più riferimento ai propri compagni rispetto al proprio nucleo familiare. I pari età diventano, così, fonti primarie di sostegno sociale. In particolare gli adolescenti sentono un forte bisogno di affiliazione ed appartenenza con i propri coetanei, ed il bisogno di sentirsi "popolari".
Secondo la SDT gli adolescenti (e le persone in generale) cercano di gratificare il loro bisogno di essere continuamente connessi alla rete sociale, ed in questo senso gli studiosi hanno suggerito che i SNS possono rappresentare uno strumento eccellente per raggiungere tale scopo, amplificando anche il loro senso di appartenenza.
I SNS sono perciò importanti strumenti, sia di supporto e aggregazione alla rete sociale, sia di espressione della propria identità sociale e sono considerati, soprattutto dagli adolescenti, come canali preferenziali con cui comunicare, intraprendere e mantenere relazioni. La sindrome di FOMO si manifesta quando il bisogno di appartenere alla nostra rete sociale virtuale, ci costringe a controllare ossessivamente e ad essere costantemente informati sulle attività delle nostre connessioni, obbligandoci a stare connessi 24 ore su 24; ciò permette di alleviare lo stato di ansia sociale causato dall'eccessiva preoccupazione di non essere presenti nelle esperienze gratificanti degli altri.
Lo psicologo Jonathan Haidt, pur non negando le opportunità positive, ha teorizzato come il problema di questi dispositivi è derivato dal causare un passaggio pedagocico da un'<<infanzia fondata sul gioco>> in un mondo reale, a un'<<infanzia fondata sul telefono>> in un mondo con modalità virtuali, che ha portato le generazioni nate dopo il 2010 con il diffondersi degli smartphone, a essere carenti delle esperienze formative dirette nell'ambiente fisico reale, sostituite da surrogati estranei ai modelli di apprendimento naturali. Ciò ha portato a una sorta di epidemia ansiogena di disadattamento in una fase della crescita delle persone basilare.
Un importante studio effettuato da Beyens nel 2016, ha esaminato più di 400 adolescenti, analizzando le loro modalità di utilizzo dei SNS, la loro interazione con le connessioni nella rete virtuale e la possibile presenza di FOMO. È emerso che un maggiore uso di Facebook è associato al forte bisogno, quasi patologico, di senso di appartenenza e di popolarità dei ragazzi, sempre più influenzati e condizionati dalle relazioni sociali e dal confronto con gli altri. Da tale studio si evince che gli adolescenti, più sono connessi e sintonizzati con gli altri, tramite l'utilizzo delle nuove tecnologie e degli SNS, più percepiscono lo stress e la paura di essere esclusi e respinti dalla propria rete sociale; questo grave stato d'ansia sociale non permette più di valutare di cosa realmente abbiamo bisogno per essere soddisfatti, ma al contrario, ci convince che la nostra felicità è legata a qualcosa che gli altri hanno e che noi non possiamo possedere, ma soltanto desiderare.
I soggetti più a rischio e che sono colpiti da stati di ansia, solitudine e abbandono sono in particolare adolescenti con bassa autostima e maggiore insicurezza, che spesso rischiano di confondere la vita reale con quelle create virtualmente nei social network.
Ne consegue che per rimanere sempre "al passo con gli altri" gli adolescenti, e non solo, esibiscano nelle varie piattaforme sociali in cui sono iscritti, una vita che non è reale ma "costruita e corretta"; sfruttando qualsiasi occasione quotidiana per apparire agli altri, auto-promuoversi e valorizzare sempre più la propria immagine, a volte anche attraverso forme patologiche e preoccupanti di Narcisismo, evitano l'esclusione sociale.

## FOMO e No.Mo.Fobia
Una sindrome connessa alla FOMO è la cosiddetta No.Mo.Fobia o nomophobia (in italiano nomofobia). L'acronimo sta per "No mobile (phone) Fobia" e indica la paura di rimanere con uno smartphone privo di connessione, quindi di rimanere isolati dal mondo e dai social. In un’accezione più ampia, la sindrome interessa qualsiasi impedimento all'uso del cellulare, quindi, oltre alla mancanza di connessione, si può manifestare nel caso di zone prive di copertura, nel caso di batteria scarica o a seguito di smarrimento o furto.
La nomofobia può essere considerata una vera e propria dipendenza da smartphone. Le persone dipendenti da smartphone, quindi affette da nomofobia, avvertono stati d'ansia quando rimangono a corto di batteria o di credito, senza copertura di rete o senza il cellulare. Di solito i nomofobici tentano di evitare l'ansia mettendo in pratica alcuni particolari comportamenti protettivi, come controllare frequentemente il credito e portare sempre con sé un caricabatterie portatile (chiamato Power-Bank).
Un sintomo connesso alla nomofobia è la sindrome da vibrazione fantasma, chiamata anche "ringxiety" (termine che nasce dall'unione tra i termini inglesi "ring" e "anxiety"). La sindrome da vibrazione fantasma è il disturbo di cui soffre chi crede di avvertire, con grande frequenza, notifiche inesistenti provenienti dal proprio cellulare. Tali persone manifestano stati d'ansia dovuti a squilli o vibrazioni che in realtà non esistono.
Un ulteriore fenomeno collegato alla dipendenza da smartphone è il phubbing (termine nato dalla fusione tra "phone" e "snubbing", in italiano snobbare, ignorare). Per phubbing si intende l'atteggiamento scortese e maleducato che indurrebbe a controllare di continuo lo smartphone, isolandosi e trascurando la persona con cui si è impegnati in una qualsiasi situazione sociale. La ricerca mostra che il phubbing si associa in chi lo subisce minore coinvolgimento nella relazione e percezione di solitudine, nei rapporti amicali, di coppia e genitori-figli.

## Storia
Nel corso degli ultimi anni si è abbassata sempre di più l'età del primo incontro con la rete, ed in virtù di questo aspetto soprattutto le nuove generazioni si trovano a strutturare la loro identità e personalità intorno all'utilizzo di internet, che diventa così uno strumento fondamentale di mediazione delle loro interazioni. L'offerta sempre più ampia proposta da internet e dai social network ha comportato la diffusione di una nuova abitudine, ovvero quella di essere sempre connessi e reperibili per non sperimentare la FOMO. I nativi digitali hanno bisogno di sentirsi parte di un gruppo, anche quando questo è virtuale, poiché sperimentano e vivono la dimensione digitale come reale, sullo stesso piano di quella fisica. Per questo negli ultimi anni è aumentato l’interesse dei ricercatori per la relazione che si crea tra individuo e dispositivo.
La nascita del termine FOMO si fa risalire a Patrick J. McGinnis, il quale lo utilizza per la prima volta nel suo articolo intitolato Social Theory at HBS: McGinnis’ Two FOs, articolo pubblicato sulla rivista della Harvard Business School chiamata The Harbus nel 2004.
Attualmente la maggior parte degli studi sulle conseguenze negative dell'uso della tecnologia riguarda l'impatto che esse hanno nei confronti della popolazione, in generale e sui giovani adulti, ma esistono pochi studi riguardanti gli individui al di sotto dell'età universitaria, nonostante essi vengano di fatto considerati come il gruppo più vulnerabile. L'uso problematico di internet per gli adolescenti è diventato, per diversi paesi, un serio problema di salute pubblica, specialmente in Asia, dove in merito sono stati condotti studi per analizzare i molteplici fattori che influenzano tali comportamenti disadattivi. Ad eccezione dell'Asia è presente un numero esiguo di ricerche sull'argomento facente uso di dati riguardanti popolazioni di adolescenti culturalmente specifiche.

## Sintomi
La formazione ed il mantenimento dei legami sociali sono imperativi per il benessere e la sopravvivenza degli esseri umani. Le teorie del controllo sociale affermano che gli individui sono in grado di rilevare la minaccia sociale e monitorano le condizioni per cui gli altri potrebbero escluderli o respingerli. La FOMO può attivare il sistema di controllo sociale e far sentire al soggetto l'essere "tagliato fuori" come una minaccia alle connessioni sociali con gli altri. L'attivazione dei sistemi di controllo sociale può avere effetti sulla salute fisica; ad esempio, quando un individuo capisce in anticipo di essere respinto da un gruppo, percepisce dolore sociale. Questo dolore ha connessioni neurali e caratteristiche in comune con il dolore fisico. I soggetti che presentano alti livelli di FOMO riportano una carenza di relazioni sociali, abbassamento dell’umore e maggiore impegno sociale nei media.
L'aumento dell'impegno sui social media può creare un ciclo di risultati negativi: ad esempio, l'utilizzo dei social media può innescare una lieve depressione o disforia. Più tempo si trascorre sui social network e più l'individuo si sentirà depresso. Gli individui che sperimentano questo tipo di depressione possono ritenere di star perdendo la "competizione" per avere un proprio ruolo nella società per essere accettati e supportati dagli altri.
L'influenza della FOMO su fattori emotivi negativi può influire anche su altri aspetti della salute cognitiva e fisica. In seguito a uno studio condotto da Zachary G. Baker, Heather Krieger, and Angie S. LeRoy, dell'università di Houston, è emerso che le persone con un livello di FOMO maggiore riportano più sintomi fisici, depressivi e meno coscienza di sé, che sono indicativi di una peggiore salute fisica, emotiva e cognitiva. La relazione tra FOMO e cattive condizioni di salute, in parte, può essere spiegata considerando che le moderne tecnologie hanno cambiato diversi aspetti dell'esperienza umana e che i mezzi di comunicazione digitale possono ridurre l'autoriflessione e degradare il benessere dell'individuo.
Studi longitudinali sulla dipendenza da internet hanno dimostrato che i sintomi psichiatrici sono importanti preddittori della IAD (Internet Addiction Disorder), specialmente i sintomi depressivi. Alcuni studi hanno dimostrato ed esplorato la correlazione tra l'uso di social network e depressione. Moreno e colleghi nel 2011 hanno mostrato come gli studenti universitari con sintomi depressivi sono più attivi su Facebook e più disponibili a discutere pubblicamente i loro problemi.